# 李志堅 (電子學家)
李志坚（1928年5月1日—2011年5月2日），男，浙江宁波人，中国电子学家，中国科学院院士，清华大学微电子学研究所原所长。

## 生平
1951年，毕业于浙江大学物理系，获分配到上海同济大学任教。1958年，获苏联列宁格勒大学科学副博士学位。曾长期任清华大学微电子学研究所所长、教授。1991年，被选为中国科学院院士。

## 社会兼职
曾任清华大学信息科学与技术学院学术委员会委员，中国电子学会荣誉会员，国家科学技术名词委员会委员，中国微纳米技术学会名誉副理事长，《电子学报》、《半导体学报》和《传感技术学报》编委。
曾担任国际固体器件与集成电路技术（IC SICT93,95）、固体材料与器件（ssdm95,98－2004）、国际电子、电气工程师学会第十区会议（TECON96）等诸多国际学术会议的大会主席、程序委员会委员或国际顾问委员会委员等。

## 学术贡献
1953年，开始半导体研究，曾成功提出薄膜光导体的晶粒电子势垒理论，对中国早期半导体器件制造技术发展做出了重大贡献。60年代初，研制出超纯多晶硅合金硅晶体管、高反压平面晶体管。对MOS结构和Si/SiO2界面物理有深入研究。1965年，开始集成电路的研究。80年代，主持研制成功2KEEPROM、16K位SRAM、16位微处理器等VLSI芯片。90年代，致力于半导体系统集成芯片技术的研究和开发，有多项成果。
在电子学领域持有多项美国专利。

## 奖项和荣誉
- 在半导体结构和界面物理领域，曾获中国国家教委科技进步奖。
- “3微米VLSI成套工艺技术和集成电路研究”，获1987年中国国家科技进步二等奖。
- “1～1.5微米VLSI-CMOS工艺及1兆位汉字库ROM”，获1995年国家科技进步二等奖。
- “超大规模集成电路（VLSI）快速热处理技术和设备”，参与并获1990年国家发明二等奖。
- 1997年度陈嘉庚信息科学奖。
- 2000年度“何梁何利”科技进步奖。